# Jordan Officer
Jordan Officer est un auteur-compositeur-interprète et guitariste québécois se spécialisant dans le jazz, le blues et le country. Il est reconnu pour ses collaborations avec la chanteuse Susie Arioli.

## Biographie
Né à Montréal, Jordan Officer débute sa formation musicale en jouant du violon et de la batterie avant de se consacrer à la guitare à l'âge de quatorze ans. Âgé de 21 ans, il se produit en tant que musicien lors de diverses soirées blues à Montréal, notamment celles du Stephen Barry Band au bar L'Extérieur. Ces collaborations avec Barry le conduisent à rencontrer la chanteuse de jazz Susie Arioli. En 1997, Arioli et Officer forment le groupe Susie Arioli Band featuring Jordan Officer.
Au cours de l'année suivante, le groupe assure la première partie de Ray Charles au Festival international de Jazz de Montréal, performance qui participe à leur reconnaissance publique et médiatique. Le duo publie six albums studio entre 2000 et 2010, vendus à plus de 250 000 exemplaires. Les albums It's Wonderful (2001), Pennies from Heaven (2002) et That's for Me (2004) sont nominés dans la catégorie du meilleur album jazz vocal aux prix Juno.
En 2010, Officer publie un album éponyme, son premier album solo. Celui-ci remporte le Prix Félix de l'album de l'année dans la catégorie jazz création au 32e gala des prix Félix.
L'écrivain et journaliste de jazz Scott Yanow, dans son livre The Great Jazz Guitarists: The Ultimate Guide publié en 2013, recense Jordan Officer comme l'un des 342 meilleurs guitaristes jazz de tous les temps.
En 2014, il publie l'album autoproduit I'm Free, un opus blues enregistré à New York.
En 2015, Officer lance l'album Blue Skies, enregistré et composé en partie à Los Angeles.
En 2018, l'album Three Rivers est lauréat du Prix Félix de l'album jazz de l'année. Dans cet album, celui-ci explore le blues et le bluegrass du sud des États-Unis, là où il a passé deux années comme voyageur nomade.
Le 17 juillet 2020, il publie simultanément une triade d'albums de reprises axés sur trois styles musicaux distincts: Jazz Vol. 1, Country Vol. 1 et Blues Vol. 1. Tel que l'explique Yves Leclerc du Journal de Québec, « Jordan Officer a utilisé une seule et même guitare pour l’enregistrement des trois albums. Une Gibson ES-150 1936 qu’il a branchée dans un amplificateur de même marque conçu en 1949 et sans pédales d’effets. Il a aussi improvisé tous ses solos. » L'album Jazz Vol. 1 remporte le Prix Félix de l'album de l'année (jazz) lors du 43e gala des prix Félix.
En 2024, Officer lance l'opus Like Never Before. L'album contient des pièces mettant en vedette des artistes comme Ariane Moffatt, Martha Wainwright et Brad Barr de The Barr Brothers.